# Курбаналиев, Ибрагимхалил Курбаналиевич
Ибрагимхалил Курбаналиевич Курбанали́ев (лак. Ибрагьим-Халил Кьурбан-Аьлиев, 1 (13) апреля 1891—1987) — лакский поэт, писатель и журналист. Один из активных участников Гражданской войны в Дагестане.

## Биография
Ибрагимхалил Курбаналиев родился в 1891 году в селе Унчукатль (ныне Лакский район Дагестана). Учился в школе при мечети. Во время революции 1917 года и Гражданской войны работал в газетах «Илчи», «Утренняя звезда», «Мискин халк», «Захматчи». Затем учился в институте журналистики в Москве, который окончил в 1927 году. В 1938 году был незаконно репрессирован. Участвовал в Великой Отечественной войне. В 1956 году реабилитирован.

## Творчество
Первые произведения Курбаналиева были опубликованы в 1916 году. В годы революции и Гражданской войны создал ряд агитационных произведений. В 1919—1920 годах написал поэму «Сон и явь» («МакӀ ва кӀихь»). Курбаналиев написал первые в лакской литературе очерк «События одного дня» («Ца кьинисса хавар») и рассказ для детей («Джабраиль»).